# Dorfschenke (Friemersheim)

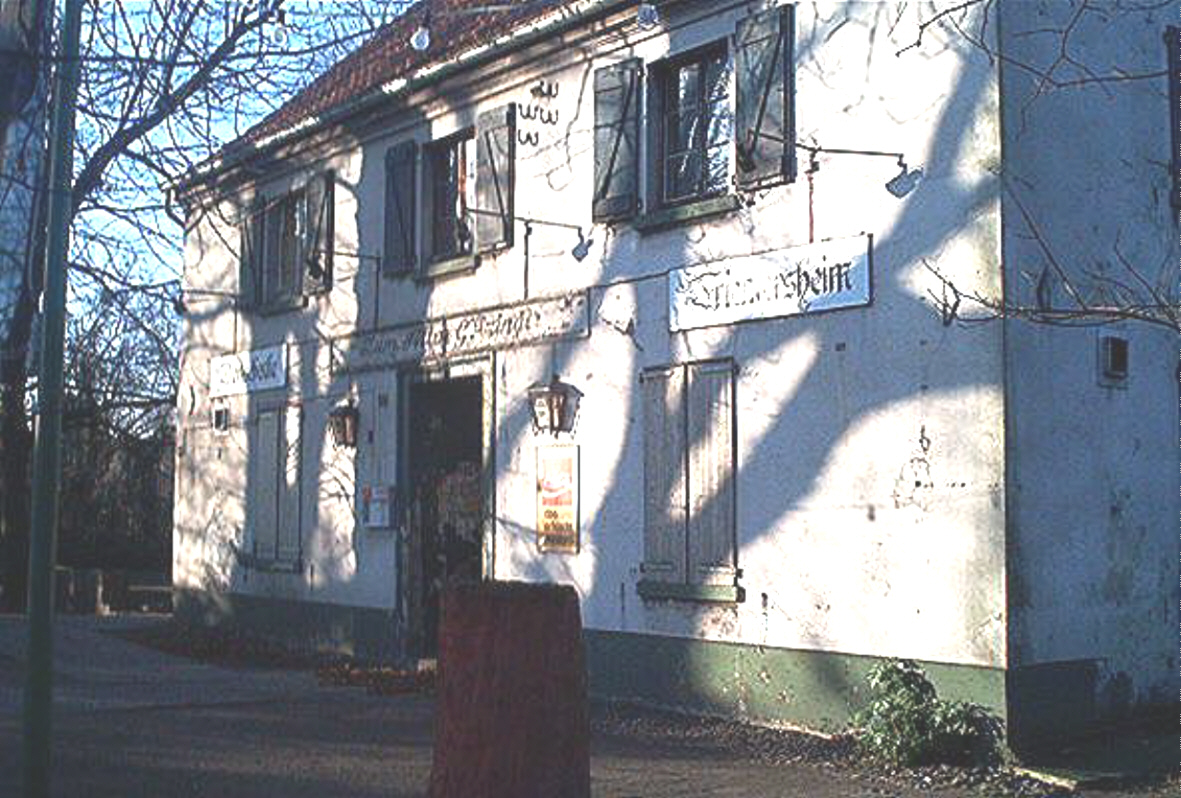
Die Dorfschenke (2001)

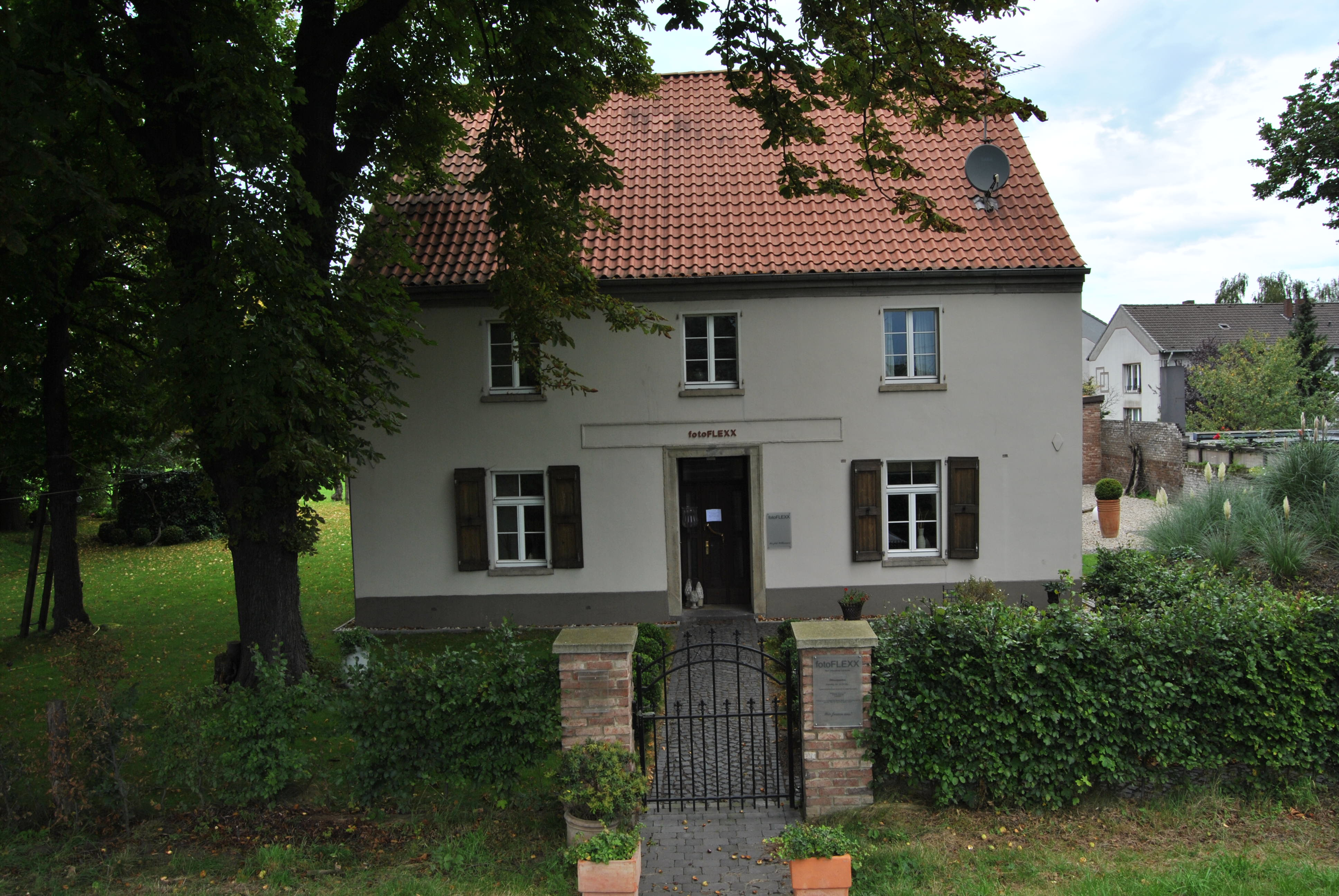
Südseite des heutigen Fotostudios, in dem bis 2004 die Dorfschenke untergebracht war (September 2011)

Die Dorfschenke im Duisburger Stadtteil Friemersheim war das erste deutsche Internetcafé.
Das um 1810 errichtete Gebäude, welches seit dem 17. April 1985 unter Denkmalschutz steht, beherbergte eine Gastwirtschaft, deren Betreiber seit 1978 Hans-Joachim Wiese (1940–2007) war. Nachdem Wiese 1980 in der Dorfschenke bereits das mit 32 Plätzen seinerzeit kleinste Programmkino Deutschlands eingerichtet hatte, brachte ihn sein starkes Interesse an Computern und dem Internet dazu, seine Gaststätte am 12. Oktober 1994 zum bundesweit ersten Internetcafé zu machen.
Die ursprüngliche Ausstattung bestand aus drei Internet-Terminals, die die Namen Paprika, Tomate und Zitrone trugen. Internetsurfer bestellten Online-Zeit am Tresen und erhielten daraufhin eine Eieruhr, deren Form dem Namen des jeweiligen Computerterminals entsprach.
Das älteste Internet-Café Deutschlands bestand bis zum Oktober 2004, als die Dorfschenke wegen ausstehender Mietforderungen gegen den Betreiber zwangsgeräumt und die Gaststätte geschlossen wurde; noch im Jahr zuvor war die Dorfschenke einer der Hauptdrehorte für Helge Schneiders Film Jazzclub – Der frühe Vogel fängt den Wurm gewesen.
Die ehemalige Dorfschenke hat mittlerweile neue Nutzer und ist seit dem 1. Dezember 2006 Sitz eines Fotostudios. Sie liegt am Rand des Naturschutzgebietes Rheinaue Friemersheim gegenüber dem Werthschenhof.